# 荒巻隆三
荒巻 隆三（あらまき りゅうぞう、1972年10月27日 - ）は、日本の政治家。自由民主党所属の京都府議会議員（5期）。元衆議院議員（1期）。荒巻禎一元京都府知事の三男。

## 経歴
- 京都府立洛北高等学校、明星大学情報学部卒業。大学卒業後はワコールに入社[2]。
- ワコールを退社したのち、古賀正浩の死去に伴い2002年10月27日に実施された福岡県第6区補欠選挙に自民党から出馬し、民主党の古賀一成らを破り初当選。
- 当選後、福岡7区選出の古賀誠が率いる宏池会に所属。
- 第43回衆議院議員総選挙に福岡6区から出馬するも、前回破った古賀一成に敗れ落選。
- 2007年4月の統一地方選挙において、京都府議会選挙に出馬し当選。
- 2011年4月、京都府議会議員再選｡
- 2015年4月、京都府議会議員3選｡
- 2019年4月、京都府議会議員4選。
- 2021年には京都府選挙区選出の二之湯智参議院議員が翌年の第26回参議院議員通常選挙に立候補せず引退を表明したことを受け、後継候補に名乗りを上げたが、同年9月の党府連所属議員による投票の結果、京都市会議員の吉井章に敗れた（参院選で吉井は当選）[3][4]。
- 2023年4月、京都府議会議員5選。

## 政治資金
- 2021年9月、荒巻と吉井章京都市議が同月の城陽市長選挙に立候補した奥田敏晴市長にそれぞれ1万円を寄付していた。荒巻と吉井は当時翌年の参院選の公認の座を争っており、公職選挙法に抵触する可能性が指摘されたが、荒巻は「奥田氏は党が推薦した候補。私自身が党府議団の代表幹事なので慣例で寄付した」と説明した[5]。